# Demain ne meurt jamais (jeu vidéo)
 (octobre 2021).
Demain ne meurt jamais est un jeu vidéo de tir à la troisième personne sorti en novembre 1999 sur PlayStation. Il est édité par Electronic Arts et développé par Black Ops Entertainment.
Le jeu est basé sur le film homonyme de Roger Spottiswoode, sorti en 1997.

## Rôle
Les services secrets britanniques ont appris qu'Elliot Carver, puissant magnat de la presse, espère pouvoir mettre à profit l'impressionnante technologie dont il dispose pour déclencher un conflit entre la Chine et la Grande-Bretagne. Il faut utiliser tous les moyens nécessaires afin de découvrir son plan et d'empêcher une troisième guerre mondiale.

## Missions
Sur les 10 missions, 3 sont des rajouts du jeu et n'apparaissent pas dans le film (la première, la sixième et la septième), les 7 autres suivent plus ou moins la trame du film avec quelques objectifs qui sont également des rajouts du jeu.
- Poste militaire, frontière russe
- Marché d'armes, frontière russe
- Carver Media, Hambourg
- Sous presse, Hambourg
- Hôtel "Atlantic", Hambourg
- Convoi, Alpes suisses
- Attaque à ski, Hokkaido
- Tour C.M.G.N., Saigon
- Marché, Saigon
- Navire furtif, baie d'Along